# Lista siturilor arheologice din județul Botoșani - T
Lista siturilor arheologice din județul Botoșani - T conține toate siturile arheologice din județul Botoșani înscrise în Repertoriul Arheologic Național (RAN) și aflate în localități al căror nume începe cu litera T. RAN este administrat de Ministerul Culturii și Patrimoniului Național și cuprinde date științifice, cartografice, topografice, imagini și planuri, precum și orice alte informații privitoare la zonele cu potențial arheologic, studiate sau nu, încă existente sau dispărute.
Puteți căuta un sit din localitățile care încep cu litera T folosind formularul de mai jos sau puteți naviga prin toate siturile din județ la Lista siturilor arheologice din județul Botoșani.
| Cod RAN                                  | Denumire | Localitate                              | Adresă                        | Datare                                       | Descoperit                                                  | Coordonate                                    | Imagine           | Erori            |
| ---------------------------------------- | --- | --------------------------------------- | ----------------------------- | -------------------------------------------- | ----------------------------------------------------------- | --------------------------------------------- | ----------------- | ---------------- |
| 39408.01.01 (Cod LMI: BT-I-s-B-01840)    | Așezarea medievală de la Tudora - Curtea veche / ansamblu anonim (Categorie: locuire civilă) (Tip: Așezare deschisă)                 | sat Tudora, comuna Tudora               | Curtea Veche                  | sec. XV - XVII                               | A. Păunescu, P. Șadurschi, V. Chirica și Al. Rădulescu 1974 | 47°30′24″N 26°39′28″E / 47.50664°N 26.65788°E | Încărcați imagine | Raportați eroare |
| 39408.02.02 (Cod LMI: BT-I-m-B-01841.02) | Situl arheologic de la Tudora - La Ocup / ansamblu anonim (Categorie: locuire) (Tip: Fortificație)                                   | sat Tudora, comuna Tudora               | La Ocup                       | Lozna-Borniș sec. VI-VII                     | Dan Teodor, A. C. Florescu, Gh. Tănăsachi 1970              | 47°31′36″N 26°41′32″E / 47.52663°N 26.69211°E | Încărcați imagine | Raportați eroare |
| 39408.02.04 (Cod LMI: BT-I-m-B-01841.01) | Situl arheologic de la Tudora - La Ocup / ansamblu anonim (Categorie: locuire) (Tip: Așezare deschisă)                               | sat Tudora, comuna Tudora               | La Ocup                       | sec. XVIII                                   | Dan Teodor, A. C. Florescu, Gh. Tănăsachi 1970              | 47°31′36″N 26°41′32″E / 47.52663°N 26.69211°E | Încărcați imagine | Raportați eroare |
| 39408.02.01 (Cod LMI: BT-I-m-B-01841.03) | Situl arheologic de la Tudora - La Ocup / ansamblu anonim (Categorie: locuire) (Tip: Așezare deschisă)                               | sat Tudora, comuna Tudora               | La Ocup                       | Cucuteni - A                                 | Dan Teodor, A. C. Florescu, Gh. Tănăsachi 1970              | 47°31′36″N 26°41′32″E / 47.52663°N 26.69211°E | Încărcați imagine | Raportați eroare |
| 39408.02.03 (Cod LMI: BT-I-s-B-01841)    | Situl arheologic de la Tudora - La Ocup / ansamblu anonim (Categorie: locuire) (Tip: Fortificație)                                   | sat Tudora, comuna Tudora               | La Ocup                       | Dridu sec. IX-XI                             | Dan Teodor, A. C. Florescu, Gh. Tănăsachi 1970              | 47°31′36″N 26°41′32″E / 47.52663°N 26.69211°E | Încărcați imagine | Raportați eroare |
| 39275.01.01                              | Situl arheologic de la Todireni - Curtea Veche / ansamblu anonim (Categorie: locuire) (Tip: Așezare deschisă)                        | sat Todireni, comuna Todireni           | Curtea Veche                  | Cucuteni - A, A-B, B1                        | 1908 1870                                                   | 47°36′34″N 27°07′14″E / 47.60956°N 27.12051°E | Încărcați imagine | Raportați eroare |
| 39275.01.02                              | Situl arheologic de la Todireni - Curtea Veche / ansamblu anonim (Categorie: locuire) (Tip: Așezare deschisă)                        | sat Todireni, comuna Todireni           | Curtea Veche                  | getică 650-300 ani                           | 1908 1870                                                   | 47°36′34″N 27°07′14″E / 47.60956°N 27.12051°E | Încărcați imagine | Raportați eroare |
| 39275.01.03                              | Situl arheologic de la Todireni - Curtea Veche / ansamblu anonim (Categorie: locuire) (Tip: Așezare deschisă)                        | sat Todireni, comuna Todireni           | Curtea Veche                  | Sântana de Mureș - Cerneahov sec. IV - V     | 1908 1870                                                   | 47°36′34″N 27°07′14″E / 47.60956°N 27.12051°E | Încărcați imagine | Raportați eroare |
| 39275.01.04                              | Situl arheologic de la Todireni - Curtea Veche / ansamblu anonim (Categorie: locuire) (Tip: Necropolă plană)                         | sat Todireni, comuna Todireni           | Curtea Veche                  | Dridu - Turanici(pecenegi sau uzi sec. IX-XI | 1908 1870                                                   | 47°36′34″N 27°07′14″E / 47.60956°N 27.12051°E | Încărcați imagine | Raportați eroare |
| 39275.01.05                              | Situl arheologic de la Todireni - Curtea Veche / ansamblu anonim (Categorie: locuire) (Tip: Așezare târzie)                          | sat Todireni, comuna Todireni           | Curtea Veche                  | sec. XVII - XVIII                            | 1908 1870                                                   | 47°36′34″N 27°07′14″E / 47.60956°N 27.12051°E | Încărcați imagine | Raportați eroare |
| 39337.01.01                              | Așezarea de epoca migrațiilor de la Trușești - Pe Cuha / ansamblu anonim (Categorie: locuire civilă) (Tip: Așezare deschisă)         | sat Trușești, comuna Trușești           | Pe Cuha                       | Sântana de Mureș - Cerneahov sec. IV - V     | M. Petrescu-Dîmbovița, A. C. Florescu 1950                  | 47°44′39″N 27°02′21″E / 47.74417°N 27.03925°E | Încărcați imagine | Raportați eroare |
| 36195.02.01                              | Situl arheologic de la Tudor Vladimirescu-Cărămidărie / ansamblu anonim (Categorie: locuire civilă) (Tip: Așezare)                   | sat Tudor Vladimirescu, comuna Albești  | Cărămidărie                   | getică sec.II a. Chr. - sec II p.Chr.        | învățător C. Costângeanu și Mihai Andrici 1982              | 47°40′47″N 27°10′54″E / 47.67965°N 27.18177°E | Încărcați imagine | Raportați eroare |
| 36195.02.02                              | Situl arheologic de la Tudor Vladimirescu-Cărămidărie / ansamblu anonim (Categorie: locuire civilă) (Tip: Așezare)                   | sat Tudor Vladimirescu, comuna Albești  | Cărămidărie                   | dacilor liberi sec. II - III                 | învățător C. Costângeanu și Mihai Andrici 1982              | 47°40′47″N 27°10′54″E / 47.67965°N 27.18177°E | Încărcați imagine | Raportați eroare |
| 36195.02.03                              | Situl arheologic de la Tudor Vladimirescu-Cărămidărie / ansamblu anonim (Categorie: locuire civilă) (Tip: Așezare)                   | sat Tudor Vladimirescu, comuna Albești  | Cărămidărie                   | Sântana de Mureș - Cerneahov sec. IV - V     | învățător C. Costângeanu și Mihai Andrici 1982              | 47°40′47″N 27°10′54″E / 47.67965°N 27.18177°E | Încărcați imagine | Raportați eroare |
| 36275.02.01                              | Situl arheologic de la Timuș-La Găinărie / ansamblu anonim (Categorie: locuire civilă) (Tip: Așezare)                                | sat Timuș, comuna Avrămeni              | La Găinărie                   | Cucuteni aprox. 4.500- 3.500 ani             | C. Munteanu și prof. I. Nichilciuc 1977                     | 48°01′39″N 26°59′09″E / 48.02737°N 26.98591°E | Încărcați imagine | Raportați eroare |
| 36211.02.02                              | Situl arheologic de la Timuș-La Găinărie / ansamblu anonim (Categorie: locuire civilă) (Tip: Așezare)                                | sat Timuș, comuna Avrămeni              | La Găinărie                   | Sântana de Mureș - Cerneahov sec. IV - V     | C. Munteanu și prof. I. Nichilciuc 1977                     | 48°01′39″N 26°59′09″E / 48.02737°N 26.98591°E | Încărcați imagine | Raportați eroare |
| 36211.02.03                              | Situl arheologic de la Timuș-La Găinărie / ansamblu anonim (Categorie: locuire civilă) (Tip: Așezare)                                | sat Timuș, comuna Avrămeni              | La Găinărie                   |                                              | C. Munteanu și prof. I. Nichilciuc 1977                     | 48°01′39″N 26°59′09″E / 48.02737°N 26.98591°E | Încărcați imagine | Raportați eroare |
| 36275.01.01                              | Situl arheologic de la Timuș-Secăriște / ansamblu anonim (Categorie: locuire civilă) (Tip: Așezare)                                  | sat Timuș, comuna Avrămeni              | Secăriște                     | Noua aprox. 1500/1400-1150 ani               | A. Păunescu, P. Șadurschi, V. Chirica 1974                  | 48°01′44″N 27°00′02″E / 48.02893°N 27.00065°E | Încărcați imagine | Raportați eroare |
| 36275.01.02                              | Situl arheologic de la Timuș-Secăriște / ansamblu anonim (Categorie: locuire civilă) (Tip: Așezare)                                  | sat Timuș, comuna Avrămeni              | Secăriște                     |                                              | A. Păunescu, P. Șadurschi, V. Chirica 1974                  | 48°01′44″N 27°00′02″E / 48.02893°N 27.00065°E | Încărcați imagine | Raportați eroare |
| 36284.01.01                              | Necropola medievală de la Tudor Vladimirescu-Podul lui Mandache / ansamblu anonim (Categorie: descoperire funerară) (Tip: Necropolă) | sat Tudor Vladimirescu, comuna Avrămeni | Podul lui Mandache            |                                              | M. Mariciuc și M. Chifiriuc 1980                            | 47°57′59″N 26°58′33″E / 47.96639°N 26.9759°E  | Încărcați imagine | Raportați eroare |
| 36284.01.02                              | Necropola medievală de la Tudor Vladimirescu-Podul lui Mandache / ansamblu anonim (Categorie: descoperire funerară) (Tip: așezare)   | sat Tudor Vladimirescu, comuna Avrămeni | Podul lui Mandache            |                                              | M. Mariciuc și M. Chifiriuc 1980                            | 47°57′59″N 26°58′33″E / 47.96639°N 26.9759°E  | Încărcați imagine | Raportați eroare |
| 36284.03.01                              | Situl arheologic de la Tudor Vladimirescu- La Izlaz / ansamblu anonim (Categorie: locuire civilă) (Tip: Așezare)                     | sat Tudor Vladimirescu, comuna Avrămeni | La Izlaz                      |                                              | M. Mariciuc și M. Chifiriuc 1980                            | 47°58′20″N 26°59′08″E / 47.97229°N 26.98554°E | Încărcați imagine | Raportați eroare |
| 36195.01.01                              | Situl arheologic de la Tudor Vladimirescu-Fața Satului / ansamblu anonim (Categorie: locuire civilă) (Tip: Așezare)                  | sat Tudor Vladimirescu, comuna Albești  | Fața Satului                  | Cucuteni - B1                                | învățător P. Bădăluță 1973                                  | 47°41′08″N 27°10′56″E / 47.68544°N 27.18222°E | Încărcați imagine | Raportați eroare |
| 36195.01.02                              | Situl arheologic de la Tudor Vladimirescu-Fața Satului / ansamblu anonim (Categorie: locuire civilă) (Tip: Așezare)                  | sat Tudor Vladimirescu, comuna Albești  | Fața Satului                  | Noua aprox. 1500/1400-1150 ani               | învățător P. Bădăluță 1973                                  | 47°41′08″N 27°10′56″E / 47.68544°N 27.18222°E | Încărcați imagine | Raportați eroare |
| 36195.01.03                              | Situl arheologic de la Tudor Vladimirescu-Fața Satului / ansamblu anonim (Categorie: locuire civilă) (Tip: Așezare)                  | sat Tudor Vladimirescu, comuna Albești  | Fața Satului                  | Corlăteni - Chișinău aprox. 1.200-800 ani    | învățător P. Bădăluță 1973                                  | 47°41′08″N 27°10′56″E / 47.68544°N 27.18222°E | Încărcați imagine | Raportați eroare |
| 36195.01.04                              | Situl arheologic de la Tudor Vladimirescu-Fața Satului / ansamblu anonim (Categorie: locuire civilă) (Tip: Așezare)                  | sat Tudor Vladimirescu, comuna Albești  | Fața Satului                  |                                              | învățător P. Bădăluță 1973                                  | 47°41′08″N 27°10′56″E / 47.68544°N 27.18222°E | Încărcați imagine | Raportați eroare |
| 36195.01.05                              | Situl arheologic de la Tudor Vladimirescu-Fața Satului / ansamblu anonim (Categorie: locuire civilă) (Tip: Așezare)                  | sat Tudor Vladimirescu, comuna Albești  | Fața Satului                  | Sântana de Mureș - Cerneahov sec. IV - V     | învățător P. Bădăluță 1973                                  | 47°41′08″N 27°10′56″E / 47.68544°N 27.18222°E | Încărcați imagine | Raportați eroare |
| 36195.01.06                              | Situl arheologic de la Tudor Vladimirescu-Fața Satului / ansamblu anonim (Categorie: locuire civilă) (Tip: Așezare)                  | sat Tudor Vladimirescu, comuna Albești  | Fața Satului                  | sec. XIV                                     | învățător P. Bădăluță 1973                                  | 47°41′08″N 27°10′56″E / 47.68544°N 27.18222°E | Încărcați imagine | Raportați eroare |
| 36195.01.07                              | Situl arheologic de la Tudor Vladimirescu-Fața Satului / ansamblu anonim (Categorie: locuire civilă) (Tip: Așezare)                  | sat Tudor Vladimirescu, comuna Albești  | Fața Satului                  | sec. XVII                                    | învățător P. Bădăluță 1973                                  | 47°41′08″N 27°10′56″E / 47.68544°N 27.18222°E | Încărcați imagine | Raportați eroare |
| 36195.03.01                              | Movilă la Tudor Vladimirescu - Ponoară / ansamblu anonim (Categorie: descoperire funerară) (Tip: Tumul)                              | sat Tudor Vladimirescu, comuna Albești  | Ponoară                       |                                              | 2009                                                        | 47°42′31″N 27°10′15″E / 47.70865°N 27.17079°E | Încărcați imagine | Raportați eroare |
| 35919.01.01                              | Situl arheologic de la Tocileni - Lutărie / ansamblu anonim (Categorie: locuire civilă) (Tip: Așezare)                               | sat Tocileni, comuna Stăuceni           | Lutărie                       | Horodiștea-Gordinești aprox.3.500-2.500 ani  | înv. G. Izvoreanu și V. Doru 1974                           | 47°42′35″N 26°46′31″E / 47.70986°N 26.77537°E | Încărcați imagine | Raportați eroare |
| 35919.01.02                              | Situl arheologic de la Tocileni - Lutărie / ansamblu anonim (Categorie: locuire civilă) (Tip: Așezare deschisă)                      | sat Tocileni, comuna Stăuceni           | Lutărie                       | Sântana de Mureș - Cerneahov sec. IV-V       | înv. G. Izvoreanu și V. Doru 1974                           | 47°42′35″N 26°46′31″E / 47.70986°N 26.77537°E | Încărcați imagine | Raportați eroare |
| 35919.01.03                              | Situl arheologic de la Tocileni - Lutărie / ansamblu anonim (Categorie: locuire civilă) (Tip: Necropolă plană)                       | sat Tocileni, comuna Stăuceni           | Lutărie                       | Sântana de Mureș - Cerneahov sec. IV-V       | înv. G. Izvoreanu și V. Doru 1974                           | 47°42′35″N 26°46′31″E / 47.70986°N 26.77537°E | Încărcați imagine | Raportați eroare |
| 39275.02.02                              | Situl arheologic de la Todireni - Malul Negru / ansamblu anonim (Categorie: locuire) (Tip: Necropolă plană)                          | sat Todireni, comuna Todireni           | Malul Negru                   | Sântana de Mureș - Cerneahov sec. IV-V       | I. Ioniță 1967                                              | 47°38′01″N 27°07′13″E / 47.63371°N 27.12015°E | Încărcați imagine | Raportați eroare |
| 39275.02.01                              | Situl arheologic de la Todireni - Malul Negru / ansamblu anonim (Categorie: locuire) (Tip: Așezare deschisă)                         | sat Todireni, comuna Todireni           | Malul Negru                   | Sântana de Mureș - Cerneahov                 | I. Ioniță 1967                                              | 47°38′01″N 27°07′13″E / 47.63371°N 27.12015°E | Încărcați imagine | Raportați eroare |
| 39275.03.01                              | Așezarea medievală de la Todireni - Vatra satului / ansamblu anonim (Categorie: locuire civilă) (Tip: Așezare deschisă)              | sat Todireni, comuna Todireni           | Vatra satului                 |                                              | I. Nestor și colab 1952                                     | 47°37′49″N 27°06′46″E / 47.63017°N 27.11274°E | Încărcați imagine | Raportați eroare |
| 39275.04.01                              | Movila din Dealul Hățașu de la Todireni / ansamblu anonim (Categorie: descoperire funerară) (Tip: Movilă)                            | sat Todireni, comuna Todireni           | Movila din Dealul Hățașu      |                                              | O. L. Șovan 2009                                            | 47°35′59″N 27°07′29″E / 47.59976°N 27.12471°E | Încărcați imagine | Raportați eroare |
| 39275.05.01                              | Movila Todireni-Sud de la Todireni / ansamblu anonim (Categorie: descoperire funerară) (Tip: Movilă)                                 | sat Todireni, comuna Todireni           | Movila Todireni-Sud           |                                              | O. L. Șovan 2009                                            | 47°36′25″N 27°06′41″E / 47.60698°N 27.11145°E | Încărcați imagine | Raportați eroare |
| 39337.02.01                              | Așezarea fortificată Cucuteni de la Trușești - Țugueta / ansamblu anonim (Categorie: locuire) (Tip: Așezare fortificată)             | sat Trușești, comuna Trușești           | Țugueta                       | Cucuteni - A și B                            | N. Constantinescu, D.I.Urmă 1923                            | 47°44′00″N 27°02′35″E / 47.73325°N 27.04317°E | Încărcați imagine | Raportați eroare |
| 39337.03.01                              | Situl arheologic de la Trușești - Puturosul / ansamblu anonim (Categorie: locuire civilă) (Tip: Așezare deschisă)                    | sat Trușești, comuna Trușești           | Puturosul                     | Noua - I și II aprox. 1500/1400-1150 ani     | M. Petrescu-Dîmbovița, A. C. Florescu 1950                  | 47°43′53″N 27°01′44″E / 47.73134°N 27.02901°E | Încărcați imagine | Raportați eroare |
| 39337.03.02                              | Situl arheologic de la Trușești - Puturosul / ansamblu anonim (Categorie: locuire civilă) (Tip: Așezare deschisă)                    | sat Trușești, comuna Trușești           | Puturosul                     | Corlăteni-Chișinău aprox. 1.200-800 ani      | M. Petrescu-Dîmbovița, A. C. Florescu 1950                  | 47°43′53″N 27°01′44″E / 47.73134°N 27.02901°E | Încărcați imagine | Raportați eroare |
| 39337.03.03                              | Situl arheologic de la Trușești - Puturosul / ansamblu anonim (Categorie: locuire civilă) (Tip: Așezare deschisă)                    | sat Trușești, comuna Trușești           | Puturosul                     | Getică aprox. 650-450/300 ani                | M. Petrescu-Dîmbovița, A. C. Florescu 1950                  | 47°43′53″N 27°01′44″E / 47.73134°N 27.02901°E | Încărcați imagine | Raportați eroare |
| 39337.04.01                              | Situl arheologic de la Trușești - La Capac / ansamblu anonim (Categorie: locuire civilă) (Tip: Așezare deschisă)                     | sat Trușești, comuna Trușești           | La Capac                      | Cucuteni - A și B                            | I. Nestor 1951                                              | 47°44′14″N 27°01′42″E / 47.73717°N 27.02838°E | Încărcați imagine | Raportați eroare |
| 39337.04.02                              | Situl arheologic de la Trușești - La Capac / ansamblu anonim (Categorie: locuire civilă) (Tip: Așezare deschisă)                     | sat Trușești, comuna Trușești           | La Capac                      | Noua - II aprox. 1500/1400-1150 ani          | I. Nestor 1951                                              | 47°44′14″N 27°01′42″E / 47.73717°N 27.02838°E | Încărcați imagine | Raportați eroare |
| 39337.04.04                              | Situl arheologic de la Trușești - La Capac / ansamblu anonim (Categorie: locuire civilă) (Tip: Așezare deschisă)                     | sat Trușești, comuna Trușești           | La Capac                      | Sântana de Mureș - Cerneahov sec. IV - V     | I. Nestor 1951                                              | 47°44′14″N 27°01′42″E / 47.73717°N 27.02838°E | Încărcați imagine | Raportați eroare |
| 39337.04.03                              | Situl arheologic de la Trușești - La Capac / ansamblu anonim (Categorie: locuire civilă) (Tip: Așezare deschisă)                     | sat Trușești, comuna Trușești           | La Capac                      | Getică aprox. 650-450/300 ani                | I. Nestor 1951                                              | 47°44′14″N 27°01′42″E / 47.73717°N 27.02838°E | Încărcați imagine | Raportați eroare |
| 39337.05.01                              | Movila din Vii de la Trușești / ansamblu anonim (Categorie: descoperire funerară) (Tip: Tumul)                                       | sat Trușești, comuna Trușești           | Movila din Vii                |                                              | A. Păunescu, P. Șadurschi, V. Chirica 1973                  | 47°45′55″N 27°01′07″E / 47.76537°N 27.01848°E | Încărcați imagine | Raportați eroare |
| 39408.03.01                              | Așezare hallsattiană de la Tudora - Vatra satului / ansamblu anonim (Categorie: locuire civilă) (Tip: Așezare deschisă)              | sat Tudora, comuna Tudora               | Vatra satului                 | Corlăteni-Chișinău aprox. 1.200-800 ani      | N.Ursulescu 1970                                            | 47°30′37″N 26°39′18″E / 47.51027°N 26.65488°E | Încărcați imagine | Raportați eroare |
| 39408.04.01                              | Așezarea medievală de la Tudora - Dealul Curții / ansamblu anonim (Categorie: locuire civilă) (Tip: Așezare deschisă)                | sat Tudora, comuna Tudora               | Dealul Curții                 | sec. XV - XVIII                              | A. Păunescu, P. Șadurschi, V. Chirica și Al. Rădulescu 1975 | 47°31′07″N 26°38′13″E / 47.51854°N 26.63684°E | Încărcați imagine | Raportați eroare |
| 36195.04.01                              | Movila la Tudor Vladimirescu-Pădurea la Ciritei / ansamblu anonim (Categorie: descoperire funerară) (Tip: Tumul)                     | sat Tudor Vladimirescu, comuna Albești  | Pădurea la Ciritei            |                                              | O. L. Șovan 2009                                            | 47°42′03″N 27°09′20″E / 47.70074°N 27.15564°E | Încărcați imagine | Raportați eroare |
| 36195.05.01                              | Movila la Tudor Vladimirescu-La Stâlp / ansamblu anonim (Categorie: descoperire funerară) (Tip: Tumul)                               | sat Tudor Vladimirescu, comuna Albești  | La Stâlp                      |                                              | O. L. Șovan                                                 | 47°40′53″N 27°09′39″E / 47.68125°N 27.16073°E | Încărcați imagine | Raportați eroare |
| 36195.06.01                              | Movila la Tudor Vladimirescu-Podul de lut / ansamblu anonim (Categorie: descoperire funerară) (Tip: Tumul)                           | sat Tudor Vladimirescu, comuna Albești  | Podul de lut                  |                                              | O. L. Șovan 2009                                            | 47°40′21″N 27°10′26″E / 47.67241°N 27.17377°E | Încărcați imagine | Raportați eroare |
| 36195.07.01                              | Movila de la Tudor Vladimirescu-Drumul Furilor / ansamblu anonim (Categorie: descoperire funerară) (Tip: Tumul)                      | sat Tudor Vladimirescu, comuna Albești  | Drumul Furilor                |                                              | O. L. Șovan 2009                                            | 47°41′33″N 27°07′52″E / 47.69249°N 27.13116°E | Încărcați imagine | Raportați eroare |
| 36284.02.01                              | Movila Corb de la Tudor Vladimirescu / ansamblu anonim (Categorie: descoperire funerară) (Tip: Tumul)                                | sat Tudor Vladimirescu, comuna Avrămeni | Movila Corb                   |                                              | A. Păunescu, P. Șadurschi, V. Chirica 1974                  | 47°59′06″N 27°00′18″E / 47.985°N 27.00498°E   | Încărcați imagine | Raportați eroare |
| 36284.04.01                              | Situl arheologic de la Tudor Vladimirescu-În Trenci / ansamblu anonim (Categorie: descoperire funerară) (Tip: așezare)               | sat Tudor Vladimirescu, comuna Avrămeni | În Trenci                     | Cucuteni - B                                 | Gr. Foit 1960                                               | 47°59′19″N 26°58′08″E / 47.98859°N 26.96902°E | Încărcați imagine | Raportați eroare |
| 36284.04.02                              | Situl arheologic de la Tudor Vladimirescu-În Trenci / ansamblu anonim (Categorie: descoperire funerară) (Tip: așezare)               | sat Tudor Vladimirescu, comuna Avrămeni | În Trenci                     |                                              | Gr. Foit 1960                                               | 47°59′19″N 26°58′08″E / 47.98859°N 26.96902°E | Încărcați imagine | Raportați eroare |
| 37609.01.01                              | Movila din Răscruce de la Tătărășeni / ansamblu anonim (Categorie: descoperire funerară) (Tip: Movilă)                               | sat Tătărășeni, comuna Havârna          | Movila din Răscruce           |                                              | A. Păunescu, P. Șadurschi, V. Chirica 1973                  | 48°04′06″N 26°41′44″E / 48.06845°N 26.69555°E | Încărcați imagine | Raportați eroare |
| 37609.03.01                              | Movila Tătărășeni de la Tătărășeni / ansamblu anonim (Categorie: descoperire funerară) (Tip: Movilă)                                 | sat Tătărășeni, comuna Havârna          | Movila Tătărășeni             |                                              | O. L. Șovan 2009                                            | 48°04′38″N 26°41′17″E / 48.07725°N 26.68799°E | Încărcați imagine | Raportați eroare |
| 37609.04.01                              | Movila din Dealul Mileanca I de la Tătărășeni / ansamblu anonim (Categorie: descoperire funerară) (Tip: Movilă)                      | sat Tătărășeni, comuna Havârna          | Movila din Dealul Mileanca I  |                                              | O. L. Șovan 2009                                            | 48°04′47″N 26°41′06″E / 48.07974°N 26.68508°E | Încărcați imagine | Raportați eroare |
| 37609.05                                 | 101733.07.01 (Categorie: movila) | sat Tătărășeni, comuna Havârna          |                               | Epoca bronzului                              |                                                             |                                               | Încărcați imagine | Raportați eroare |
| 36195.08.01                              | Movila de la Tudor Vladimirescu-Holteiasa / ansamblu anonim (Categorie: descoperire funerară) (Tip: Tumul)                           | sat Tudor Vladimirescu, comuna Albești  | Movila Holteiasa              |                                              | O. L. Șovan                                                 | 47°40′21″N 27°08′23″E / 47.67255°N 27.13981°E | Încărcați imagine | Raportați eroare |
| 36195.09.01                              | Movila de la Tudor Vladimirescu-Fața Satului / ansamblu anonim (Categorie: descoperire funerară) (Tip: Tumul)                        | sat Tudor Vladimirescu, comuna Albești  | Fața Satului                  |                                              | O. L. Șovan 2009                                            | 47°41′46″N 27°10′09″E / 47.69598°N 27.16922°E | Încărcați imagine | Raportați eroare |
| 36284.05.01                              | Movila de la Tudor Vladimirescu-La cinci mii / ansamblu anonim (Categorie: descoperire funerară) (Tip: Tumul)                        | sat Tudor Vladimirescu, comuna Avrămeni | La cinci mii                  |                                              | Nicolae Ivănescu 1965                                       | 47°59′43″N 26°58′34″E / 47.99529°N 26.97606°E | Încărcați imagine | Raportați eroare |
| 37609.07.01                              | Movila din Drumul Furului de la Tătărășeni / ansamblu anonim (Categorie: descoperire funerară) (Tip: Movilă)                         | sat Tătărășeni, comuna Havârna          | Movila din Drumul Furului     |                                              | O. L. Șovan 2009                                            | 48°03′51″N 26°42′18″E / 48.06408°N 26.70494°E | Încărcați imagine | Raportați eroare |
| 37609.02.01                              | Movila din Dealul Trei Movile de la Tătărășeni / ansamblu anonim (Categorie: descoperire funerară) (Tip: Movilă)                     | sat Tătărășeni, comuna Havârna          | Movila din Dealul Trei Movile |                                              | O.L. Șovan 2009                                             | 48°03′29″N 26°43′03″E / 48.05819°N 26.71749°E | Încărcați imagine | Raportați eroare |
| 35919.02.01                              | Movila din Dealul Parasca de la Tocileni / ansamblu anonim (Categorie: descoperire funerară) (Tip: Movilă)                           | sat Tocileni, comuna Stăuceni           | Movila din Dealul Parasca     |                                              | O. L. Șovan 2009                                            | 47°42′27″N 26°47′57″E / 47.70744°N 26.79917°E | Încărcați imagine | Raportați eroare |
| 35919.03.01                              | Movila din Dealul Căsoaiei de la Tocileni / ansamblu anonim (Categorie: descoperire funerară) (Tip: Movilă)                          | sat Tocileni, comuna Stăuceni           | Movila din Dealul Căsoaiei    |                                              | O. L. Șovan 2009                                            | 47°42′46″N 26°46′54″E / 47.71268°N 26.78176°E | Încărcați imagine | Raportați eroare |
| 35919.04.01                              | Movila din Curmătura Mare de la Tocileni / ansamblu anonim (Categorie: descoperire funerară) (Tip: Movilă)                           | sat Tocileni, comuna Stăuceni           | Movila din Curmătura Mare     |                                              | O.L. Șovan 2009                                             | 47°41′49″N 26°46′22″E / 47.69704°N 26.77284°E | Încărcați imagine | Raportați eroare |
| 39275.06.01                              | Movila din Șesul Todireni de la Todireni / ansamblu anonim (Categorie: descoperire funerară) (Tip: Movilă)                           | sat Todireni, comuna Todireni           | Movila din Șesul Todireni     |                                              | O.L. Șovan 2009                                             | 47°37′09″N 27°07′31″E / 47.61915°N 27.12521°E | Încărcați imagine | Raportați eroare |
| 39275.07.01                              | Movila din Dealul Crăciuneni de la Todireni / ansamblu anonim (Categorie: descoperire funerară) (Tip: Movilă)                        | sat Todireni, comuna Todireni           | Movila din Dealul Crăciuneni  |                                              | O.L. Șovan 2009                                             | 47°38′38″N 27°07′23″E / 47.64402°N 27.12306°E | Încărcați imagine | Raportați eroare |
| 39275.08.01                              | Movila din Dealul Todireni / ansamblu anonim (Categorie: descoperire funerară) (Tip: Movilă)                                         | sat Todireni, comuna Todireni           | Movila din Dealul Todireni    |                                              | O.L. Șovan 2009                                             | 47°38′18″N 27°04′55″E / 47.63846°N 27.08196°E | Încărcați imagine | Raportați eroare |
| 39337.06.01                              | Situl arheologic de la Trușești - La Grui / ansamblu anonim (Categorie: locuire) (Tip: așezare deschisă)                             | sat Trușești, comuna Trușești           | La Grui                       | Cucuteni - B                                 | A. Nițu 1943                                                | 47°44′37″N 27°01′26″E / 47.74355°N 27.02399°E | Încărcați imagine | Raportați eroare |
| 39337.06.02                              | Situl arheologic de la Trușești - La Grui / ansamblu anonim (Categorie: locuire) (Tip: așezare deschisă)                             | sat Trușești, comuna Trușești           | La Grui                       | Noua aprox. 1500/1400-1150 ani               | A. Nițu 1943                                                | 47°44′37″N 27°01′26″E / 47.74355°N 27.02399°E | Încărcați imagine | Raportați eroare |
| 39337.07.01                              | Situl arheologic de la Trușești - La Răchită / ansamblu anonim (Categorie: locuire) (Tip: Așezare deschisă)                          | sat Trușești, comuna Trușești           | La Răchită                    | Sântana de Mureș - Cerneahov sec. IV-V       | N. Zaharia 1954                                             | 47°46′41″N 27°03′10″E / 47.77803°N 27.0528°E  | Încărcați imagine | Raportați eroare |
| 39337.07.02                              | Situl arheologic de la Trușești - La Răchită / ansamblu anonim (Categorie: locuire) (Tip: Așezare deschisă)                          | sat Trușești, comuna Trușești           | La Răchită                    |                                              | N. Zaharia 1954                                             | 47°46′41″N 27°03′10″E / 47.77803°N 27.0528°E  | Încărcați imagine | Raportați eroare |
| 39337.08.01                              | Movila din Dealul Prisăcii de la Trușești / ansamblu anonim (Categorie: descoperire funerară) (Tip: Movilă)                          | sat Trușești, comuna Trușești           | Movila din Dealul Prisăcii    |                                              | O.L. Șovan 2009                                             | 47°47′23″N 27°02′06″E / 47.78966°N 27.03497°E | Încărcați imagine | Raportați eroare |
| 39337.09.01                              | Movila La Brazi de la Trușești / ansamblu anonim (Categorie: descoperire funerară) (Tip: Movilă)                                     | sat Trușești, comuna Trușești           | Movila La Brazi               |                                              | O.L. Șovan 2009                                             | 47°47′04″N 27°02′55″E / 47.78438°N 27.04865°E | Încărcați imagine | Raportați eroare |
| 39337.10.01                              | Movila din Iepărie de la Trușești / ansamblu anonim (Categorie: descoperire funerară) (Tip: Movilă)                                  | sat Trușești, comuna Trușești           | Movila din Iepărie            |                                              | O.L. Șovan 2009                                             | 47°46′40″N 27°01′37″E / 47.77772°N 27.02701°E | Încărcați imagine | Raportați eroare |
| 39337.11.01                              | Movila În Ponoare de la Trușești / ansamblu anonim (Categorie: descoperire funerară) (Tip: Movilă)                                   | sat Trușești, comuna Trușești           | Movila În Ponoare             |                                              | O.L. Șovan 2009                                             | 47°45′29″N 27°01′45″E / 47.758°N 27.02928°E   | Încărcați imagine | Raportați eroare |
| 39337.12.01                              | Movila La Lizieră de la Trușești / ansamblu anonim (Categorie: descoperire funerară) (Tip: Movilă)                                   | sat Trușești, comuna Trușești           | Movila La Lizieră             |                                              | O.L. Șovan 2009                                             | 47°45′29″N 27°00′52″E / 47.75797°N 27.01455°E | Încărcați imagine | Raportați eroare |
| 39337.13.01                              | Movila Trușești de la Trușești / ansamblu anonim (Categorie: descoperire funerară) (Tip: Movilă)                                     | sat Trușești, comuna Trușești           | Movila Trușești               |                                              | O.L. Șovan 2009                                             | 47°46′37″N 27°00′28″E / 47.77696°N 27.00778°E | Încărcați imagine | Raportați eroare |
| 39337.14.01                              | Movila Gruiu de la Trușești / ansamblu anonim (Categorie: descoperire funerară) (Tip: Movilă)                                        | sat Trușești, comuna Trușești           | Movila Gruiu                  |                                              | O.L. Șovan 2009                                             | 47°44′24″N 27°01′36″E / 47.73987°N 27.02669°E | Încărcați imagine | Raportați eroare |
| 39408.05.01                              | Movila Geamăna de la Tudora / ansamblu anonim (Categorie: descoperire funerară) (Tip: Movilă)                                        | sat Tudora, comuna Tudora               | Movila Geamăna                |                                              | O.L. Șovan 2009                                             | 47°30′54″N 26°35′49″E / 47.5149°N 26.59703°E  | Încărcați imagine | Raportați eroare |
| 39408.06.01                              | Movila Rediului de la Tudora / ansamblu anonim (Categorie: descoperire funerară) (Tip: Movilă)                                       | sat Tudora, comuna Tudora               | Movila Rediului               |                                              | O.L. Șovan 2009                                             | 47°31′30″N 26°37′23″E / 47.52497°N 26.62315°E | Încărcați imagine | Raportați eroare |
| 39408.07.01                              | Movila Tudora Sud de la Tudora / ansamblu anonim (Categorie: descoperire funerară) (Tip: Movilă)                                     | sat Tudora, comuna Tudora               | Movila Tudora Sud             |                                              | O.L. Șovan 2009                                             | 47°29′33″N 26°38′18″E / 47.49247°N 26.63823°E | Încărcați imagine | Raportați eroare |
| 39408.08.01                              | Movila Tudora de la Tudora / ansamblu anonim (Categorie: descoperire funerară) (Tip: Movilă)                                         | sat Tudora, comuna Tudora               | Movila Tudora                 |                                              | O.L. Șovan 2009                                             | 47°29′38″N 26°41′43″E / 47.49392°N 26.69531°E | Încărcați imagine | Raportați eroare |
| 39408.09.01                              | Așezarea paleolitică de la Tudora - Dealul Rediului / ansamblu anonim (Categorie: locuire) (Tip: Așezare deschisă)                   | sat Tudora, comuna Tudora               | Dealul Rediului               | Gravetian aprox. 28.000/27.000-20.000 ani    | A. Păunescu și P. Șadurschi 1978                            | 47°31′35″N 26°37′25″E / 47.52636°N 26.62358°E | Încărcați imagine | Raportați eroare |
| 39275.09.01                              | Movila Florești de la Todireni / ansamblu anonim (Categorie: descoperire funerară) (Tip: Tumul)                                      | sat Todireni, comuna Todireni           | Movila Florești               |                                              | O. L. Șovan 2012                                            | 47°37′25″N 27°06′54″E / 47.62357°N 27.115°E   | Încărcați imagine | Raportați eroare |
| 39337.15.01                              | Movila Puturosu de la Trușești / ansamblu anonim (Categorie: descoperire funerară) (Tip: Movilă)                                     | sat Trușești, comuna Trușești           | Movila Puturosu               |                                              | M. Petrescu-Dîmbovița, A. C. Florescu 1950                  | 47°43′50″N 27°01′52″E / 47.73045°N 27.03098°E | Încărcați imagine | Raportați eroare |
| 39337.16.01                              | Movila Țugueta I de la Trușești / ansamblu anonim (Categorie: descoperire funerară) (Tip: Movilă)                                    | sat Trușești, comuna Trușești           | Movila Țugueta I              | Horodiștea-Gordinești                        | N. Constantinescu, D. I. Urmă 1923                          | 47°44′02″N 27°02′30″E / 47.73402°N 27.04177°E | Încărcați imagine | Raportați eroare |
| 39337.16.02                              | Movila Țugueta I de la Trușești / ansamblu anonim (Categorie: descoperire funerară) (Tip: Movilă)                                    | sat Trușești, comuna Trușești           | Movila Țugueta I              | Noua                                         | N. Constantinescu, D. I. Urmă 1923                          | 47°44′02″N 27°02′30″E / 47.73402°N 27.04177°E | Încărcați imagine | Raportați eroare |
| 39337.16.03                              | Movila Țugueta I de la Trușești / ansamblu anonim (Categorie: descoperire funerară) (Tip: Movilă)                                    | sat Trușești, comuna Trușești           | Movila Țugueta I              | sarmatică                                    | N. Constantinescu, D. I. Urmă 1923                          | 47°44′02″N 27°02′30″E / 47.73402°N 27.04177°E | Încărcați imagine | Raportați eroare |
| 39337.17.01                              | Movila Țugueta II de la Trușești / ansamblu anonim (Categorie: descoperire funerară) (Tip: Movilă)                                   | sat Trușești, comuna Trușești           | Movila Țugueta II             |                                              | N. Constantinescu, D. I. Urmă 1923                          | 47°44′03″N 27°02′26″E / 47.73422°N 27.04056°E | Încărcați imagine | Raportați eroare |
| 36275.03.01                              | Movila din Sectorul Zootehnic de la Timuș / ansamblu anonim (Categorie: descoperire funerară) (Tip: Movilă)                          | sat Timuș, comuna Avrămeni              | Movila din Sectorul Zootehnic | Noua                                         | A. Crâșmaru și M. Pânzaru 1983                              | 48°02′08″N 26°59′01″E / 48.03544°N 26.9836°E  | Încărcați imagine | Raportați eroare |